# Aleksandra Krzos
Aleksandra Krzos (ur. 23 czerwca 1989 we Wrocławiu) – polska siatkarka,
grająca na pozycji libero. Jest wychowanką Gwardii Wrocław. Od sezonu 2019/2020 do sezonu 2020/2021 była zawodniczką KS-u DevelopRes Rzeszów.

## Sukcesy klubowe
Puchar Polski:
- 2014, 2017, 2019

Mistrzostwo Polski:
- 2014, 2015, 2017, 2018
- 2020, 2021

Superpuchar Polski:
- 2014

## Nagrody indywidualne
- 2019: Najlepsza libero Pucharu Polski